# 托卢卡
托卢卡（西班牙語：Toluca de Lerdo）墨西哥墨西哥州城市，为墨西哥州州府。距离墨西哥城63公里。托卢卡市总人口467,713人（2005年）。
托卢卡自治区，包含该市及周边地区，总人口747,512人（2005年）。

## 名称
“托卢卡”一词由“Tolo”加后缀“can”组成，tolo意为托卢神，can意为“地方”，tollocan意为“托卢神所在之地”。

## 歷史
古時托盧卡是原住民的聚居地，至1478年，被阿哈雅卡特尔所征服。1521年，西班牙人征服了托盧卡一帶谷地，並成立殖民地政府。1677年，被確立為城市。
在墨西哥獨立運動中，米格尔·伊达尔戈·伊·科斯蒂利亚曾在戰事中逗留了好幾天。至墨西哥正式獨立後，於1830年，被定為墨西哥州的首府。

## 經濟
托盧卡墨西哥的工業重鎮，製造業計有食品加工、金屬、機械、紙張製造，以至汽車生產。克萊斯勒早於1968年就已在托盧卡設立車廠，而梅賽德斯-賓士、BMW、可口可樂公司皆有在托盧卡設有生產基地。

## 姊妹城市
- 日本埼玉市
- 日本浦和市
- 義大利布雷西亞
- 法國洛里昂
- 法國第戎
- 秘魯利馬
- 中國南昌
- 希腊科扎尼
- 塞爾維亞諾威薩
- 越南峴港市
- 拉脫維亞葉爾加瓦
- 拉維加
- 卡塔哥
- 美国沃斯堡
- 水原市
- 美国加爾維斯敦
- 墨西哥哈拉帕
- 阿根廷拉普拉塔
- 巴勒斯坦拉姆安拉
- 匈牙利德布勒森